# 定先
定先（じょうせん）は囲碁の手合割の一つ。対局者の棋力にわずかに差がある場合用いられる方式で、置石が無し、コミなしで行われる対局。
下手が常に黒石（先手）を持ち、上手が常に白石（後手）を持つことでゲームの特質としての「先手の有利性」を下手のハンデとして対局が行われる。
ハンデの隙間を埋めるために逆コミが設けられることもある。その場合、逆に黒がもらえる逆コミ6目半までというのが普通である。
なお、「定先」という言い方は先二や先相先といった複数局を一組とするハンデに対し、「常に先番で対局している」ハンデであるということ強調するための呼び方であり、その意識がなければ単に先と呼ぶこともある。